# مهدي حسن خان
مهدي حسن خان (بالبنغالية: মেহদী হাসান খান)‏ هو طبيب بنغلاديشي، ولد في 23 يوليو 1986.